# Ulmus minor plotii
Ulmus minor var. plotii (Mill.) Richens, conocida en inglés como Plot's Elm ("Olmo de Plot") o Lock Elm ("Olmo de Lock") es una variedad de olmo, árbol de la familia de las Ulmáceas que se encuentra sólo en Inglaterra, donde se le encuentra principalmente en las Midlands, especialmente alrededor del río Witham en Lincolnshire.
Elwes y Henry también identificaron el árbol con el nombre de Goodyer's Elm ("Olmo de Goodyer") aunque los árboles descritos por Goodyer crecían a lo largo de la costa de Hampshire entre Lymington y Christchurch. También muy diferente en estructura, es improbable que sea el mismo taxón.
Como otros miembros de la familia de los "Olmos de campo", la taxonomía de esta variedad es una cuestión disputada, varias autoridades reconociéndolo como una especie por derecho propio. De hecho, los ejemplares que hay en el Real Jardín Botánico de Kew y en el Wakehurst Place Garden están registrados en su catálogo como U. plotii.